# Кашкулакская пещера
Кашкула́кская пещера (также Кошкулакская, от искажённого хак. Хосхулах) — карстовая пещера на территории России (Республика Хакасия, Ширинский район) в массиве горы Кошкулак (Кашкулак, Хосхулах), расположенной в северных отрогах Кузнецкого Алатау.
Имеет три яруса, соединённых вертикальными колодцами глубиной около 20 метров. Глубина пещеры — 49 метров, общая протяжённость ходов — 820 метров. В верхнем ярусе (комплекс гротов «Храмовый», «Мракобесы», «Погибшей пагоды») встречаются кальцитовые натёчные образования. Нижний ярус (грот «Обвальный») и даже частично средний ярус (гроты «Скелет» и «Энтузиастов») в сильные паводки периодически затапливаются. Категория сложности пещеры — 2Б.

## Историческая справка
Привходовая часть пещеры в течение последних двух тысяч лет использовалась как культовое место шаманами. Пол пещеры завален костями жертвенных животных, втоптанными в глину, углём от жертвенных костров. Стены покрыты окаменевшей копотью. Основным местом для жертвоприношений служил Храмовый грот и располагающийся там сталагмит.
Местные жители верят, что во время Гражданской войны пещера использовалась в качестве одной из баз отрядом белых партизан под командованием Соловьёва.
Впервые Кашкулакская пещера упоминается в работах А. М. Зайцева в 1904 году, под именем Туримской пещеры (по названию р. Тюрим). В 1950-е — 1970-е гг. была предметом научных исследований спелеологов, археологов и палеонтологов.
С начала 2000-х гг. Кашкулакская пещера — популярный туристический объект, что частично объясняет сложившийся образ особенного и загадочного места. Здесь работает несколько туристических фирм, регулярно совершающих рейсы с курорта «Озеро Шира».

## Интересные факты
В 2000—2002 гг. это место было предметом почитания группы индуистских шиваитских священнослужителей и брахмачари во главе с неким свами Сатья Саи Дас, основавших здесь неофициальный монастырь, называемый ими — «Саи Лингешвара ашрам» (санскр.: Обитель Истины и Вселенского покоя). По словам свами, это место представляло для них интерес как природный храм, и было указано свыше как святое и требующее ухода и охраны от разрушительного воздействия человека.
После трёх лет борьбы с негативным отношением местной администрации и населения шиваиты были вынуждены оставить место и перебраться в с. Топаново.

## Экскурсии в Кашкулакскую пещеру
В настоящий момент существует несколько туристических фирм, организующих экскурсии в Кашкулакскую пещеру (как правило, только по верхнему ярусу).
Пещеру также посещает большое число самостоятельных групп спелеотуристов.

## Маршрут в пещеру
Село Шира — дорога на Коммунар — село Топанов. От с. Топанов вдоль Тюримского лога уходит грунтово-обсыпная дорога, построенная в 1980-х — 1990-х гг. до лесоучастка Тюрим (нежил.). Через 10 км от неё отходит влево наезженная полевая дорога, передвижение по ней крайне затруднено в дождливую пору (июль — начало августа). До пещеры по этой дороге около 5 км. Рекомендуемый транспорт: автомобиль с высокой проходимостью.